# ユウェナリス (小惑星)
ユウェナリス (2818 Juvenalis) は小惑星帯に位置する小惑星。パロマー天文台のトム・ゲーレルスとライデン天文台のファン・ハウテン夫妻が発見した。
古代ローマ時代の風刺詩人ユウェナリス（Decimus Junius Juvenalis, 60年 - 130年）から命名された。